# 大曼徹斯特郡
大曼徹斯特（英語：Greater Manchester）是英國英格蘭西北部的都市郡，人口280万。包含十個都市自治市：博爾頓、貝里、奧爾德姆、羅奇代爾、斯托克波特、泰姆賽德、特拉福德、維根以及曼徹斯特和索爾福德市。大曼徹斯特於1974年4月1日根據《1972年地方政府法令》成立，並於2011年4月1日被指定為城市功能區。大曼徹斯特由歷史上的蘭開夏郡、柴郡和約克郡西區的部分地區組成。以人口計算，曼徹斯特是英国第三大城市。
1986年3月31日，大曼徹斯特議郡會被廢除後，下轄的次級行政區全部升格為都市自治市（同時自動升格為單一管理區），有獨立的都市自治市議會。往後牽涉多個都市自治市的民政事務則透過郡級機構（County-level）或聯合部門（Joint-boards）處理；例如：大曼徹斯特部門協會、大曼徹斯特警察局。自2011年4月1日起，大曼徹斯特管理局正式成立，由一名民選市長領導並與十個都市自治市的議會領袖組成，共同協調、統籌整個大曼徹斯特的的規劃和管理。
大曼徹斯特東北與西約克郡相鄰，東南與德比郡相鄰，西南、南與柴郡相鄰，西與默西塞德郡相鄰，北與蘭開郡相鄰。大曼徹斯特人口2,822,003, 在名譽郡中排第3。
在成為都市郡前，此範圍叫作「SELNEC」。大曼徹斯特是由蘭開郡、柴郡、西約克郡和幾個郡都會自治市內70個地方政府合併而成。

## 歷史

### 起源
雖然大曼徹斯特市在1974年才被設立，但其歷史可追索至幾個世紀以前。在鐵器時代，大曼徹斯特已有人居住，尤其是在梅洛（Mellor）、斯特雷特福德三地曾被凱爾特人固定居住。憑在卡斯爾菲爾德（Castlefield）、薩德爾沃思區（Saddleworth）卡斯爾肖（Castleshaw）村鎮的堡壘遺址可推斷羅馬人於1世紀曾在不列顛行省的大曼徹斯特活動。但於1086年編寫的《末日審判書》卻沒有相關記錄。中世紀時，索爾福德百戶區（Salford Hundred）的面積相當於現時大曼徹斯特的大半面積。索爾福德百戶區包含了幾個教區和鎮區（township），當中有不少是羊毛織品的貿易中心和集市，如：羅奇代爾（Rochdale）。大曼徹斯特很多歷史遺蹟都和工業革命時的紡織製造業和基建有關。奧咸（Oldham）和博爾頓在工業革命時迅速變成世界性的多產磨坊鎮。由於在商業和社會經纃方面取得成功，在1910年代起就有人提議把現在位於大曼徹斯特的組合城市作行政規劃變動。
首個提及「Greater Manchester」的文獻是一份1914年的報告，以呼應倫敦郡在1889年的成立。這份報告提議設立大曼徹斯特，範圍包括組成棉都（Cottonopolis）的地方，以承認曼徹斯特在商界很具知名度。德國商人在18世紀開始已用（解作「大曼徹斯特」）表示該地。
每一個英國組合城市也希望在其歷史邊界範圍內建郡，大曼徹斯特也不例外。大部分大曼徹斯特的邊界和古代蘭開郡的邊界重疊，也就是默西河（Mersey）、泰姆河（Tame）以南之處。薩德爾沃思和部分莫斯萊曾劃歸約克郡（Yorkshire）和德比郡（Derbyshire）之下。在1974年納入大曼徹斯特範圍內的土地，不少曾經屬於柴郡（Cheshire）、蘭開郡（Lancashire）、約克郡西區、多個郡自治市。
《曼徹斯特晚報》（Manchester Evening News）在1935年4月的報導《Greater Manchester – The Ratepayers' Salvation》喚起市內人民對「地區團結」的關注。它指出「曼徹斯特和周圍的自治市內，要求研究『社會服務合併擴大』的呼聲愈來愈大」。地區領袖（尤其是曼徹斯特和索爾福德的）就此經常討論。索爾福德市長認同《曼徹斯特晚報》的見解，明言「期待曼徹斯特、索爾福德和其他組成大曼徹斯特的地區內的重要服合服併的一天」。雖然建議因第二次世界大戰而暫時中止，但10年後落實的改革速度比原先建議快很多。在1947年，蘭開郡議會提議用3級瑞丁（Ridings）制以切合蘭開郡的地方改革，受影響的包括曼徹斯特和鄰近地區。

### 雷德克利夫-莫德報告
《1958年地方政府法令》指明英格蘭地方政府委員會（Local Government Commission for England）要特別評審「蘭開郡東南部」（實質包括柴郡東北部）。不過因為皇家委員會（Royal Commission）得寵，英格蘭地方政府委員會在寫報告期間被廢除。《雷德克利夫-莫德報告》（Redcliffe-Maud Report）草稿拖延至1965年12月才發表，主要建議在曼徹斯特組合城市內新建9個都市自治市，保留至現在（第10個自治市─威根在其後才建立）。
皇家委員會在1969年正式發表《雷德克利夫-莫德報告》，建議新建一個「SELNEC」都會區，現今大曼徹斯特北部的行政區劃大抵涵蓋「SELNEC」的範圍。報告建議把柴郡的麥克爾斯菲爾德（Macclesfield）、沃靈頓（Warrington）和德比郡的格洛瑟普（Glossop）劃入大曼徹斯特南部；把大曼徹斯特的都會圈劃為9個都市區，包括：威根、博爾頓、貝里-羅奇代爾、沃靈頓、曼徹斯特（包括索爾福德、老特拉福德（Old Trafford））、奧爾德姆、奧爾特靈厄姆（Altrincham）、斯托克波特和泰姆賽德。保守黨反對報告建議，成功使報告剔除大曼徹斯特三分之一的建議面積。
SELNEC在1969年設立旅客運輸執行委員會（Passenger Transport Executive），這也確定了SELNEC的最終範圍─剔除了原先建議包括的麥克爾斯菲爾德、沃靈頓和納茨福德（Knutsford），但仍包括約克郡西區的格洛瑟普和薩德爾沃思（Saddleworth）。
儘管《雷德克利夫-莫德報告》在1970年英國大選（United Kingdom general election, 1970）後被否決，但接納並實行了當中「改革地方政府」和「在曼徹斯特和周遭的組合城市內建一都市郡」兩項建議。邊界地區如麥克爾斯菲爾德、沃靈頓和格洛瑟普等為持在原有的郡，以便該郡有足夠稅收。其後貝里-羅奇代爾分拆為貝里都市自治市和羅奇代爾都市自治市。為求平衡各市利益，奧爾德姆內的米德爾頓羅奇代爾自治市。現在的大曼徹斯特是由從前70個地方政府組成。

### 1974年以後
《1972年地方政府法令》改革了英格蘭和威爾斯的地方政府。它創立了雙子行政管理系統，把兩地劃為多個都市郡和非都市郡、區（district）。雖然大曼徹斯特郡議會在1973年英國地方選舉（United Kingdom local elections, 1973）後已開始運作，但此法案在1974年4月1日才被正式確立。根據N.J.弗蘭戈普洛的說法，「大曼徹斯特郡的組成可追索至幾個世紀以前無數千絲萬縷的根，是自治演化的法定認可。」大曼徹斯特在都市郡中擁有最多都市自治市。
《1985年地方政府法案》通過後，大曼徹斯特郡議會在1986年3月31日起廢除，其功能主要由10個新設的都市區議會分擔，另設大曼徹斯特部門協會（Association of Greater Manchester Authorities）統籌緊急服務、公共交通等事務。
大曼徹斯特郡亦有地理、統計上的參考價值，例如它在歐盟制訂的NUTS歸入第2級作統計之用。《Lieutenancies Act 1997》在1997年7月1日通過後，後來大曼徹斯特升格為名譽郡。與其他近代成立的郡不同，大曼徹斯特從沒被皇家郵政（Royal Mail）選為郵政郡（Postal county）。

## 地理
下圖顯示英格蘭48個名譽郡的分佈情況。大曼徹斯特郡東北與西約克郡相鄰，東南與德比郡相鄰，西南、南與柴郡相鄰，西與默西塞德郡，北與蘭開郡。

大曼徹斯特郡被陸地包圍，總面積達1276平方公里，最高點是高542米的Black Chew Head。奔寧山脈由北至南向縱貫大曼徹斯特東部，穿越奧爾德姆、羅奇代爾和泰姆賽德。西奔寧沼地（West Pennine Moors）和大片煤田（主要是砂岩和頁岩）分佈於大曼徹斯特西部。郡內河流有默西河、泰姆河、道格拉斯河（Douglas）和比爾河（Beal）。
|    | 都會自治市           | 都會自治市 | 行政中心       |  |
| -- | -------------------- | ---------- | -------------- |  |
| 1  | 曼徹斯特             |            | 曼徹斯特       |  |
| 2  | 斯托克波特都市自治市 |            | 斯托克波特     |  |
| 3  | 泰姆賽德             |            | 阿什頓安德萊恩 |  |
| 4  | 奧爾德姆都市自治市   |            | 奧爾德姆       |  |
| 5  | 羅奇代爾都市自治市   |            | 羅奇代爾       |  |
| 6  | 貝里都市自治市       |            | 貝里           |  |
| 7  | 博爾頓都市自治市     |            | 博爾頓         |  |
| 8  | 威根都市自治市       |            | 威根           |  |
| 9  | 索爾福德市           |            | 斯溫頓         |  |
| 10 | 特拉福德             |            | 斯特雷特福德   |  |

### 行政區劃
大曼徹斯特郡下轄10個都市自治市（也就同時是單一管理區）：
- 博爾頓（Bolton）
- 貝里（Bury）
- 奧爾德姆（Oldham）
- 羅奇代爾（Rochdale）
- 斯托克波特（Stockport）
- 泰姆賽德（Tameside）
- 特拉福德（Trafford）
- 威根（Wigan）
- 索爾福德（Salford）
- 曼徹斯特（Manchester）

## 圖片

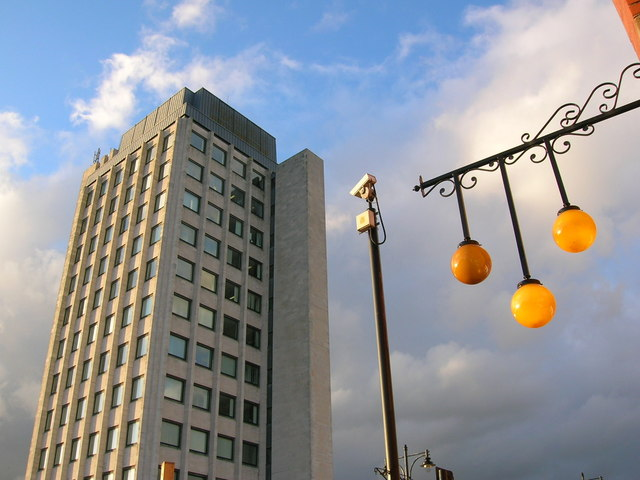
奧爾德姆
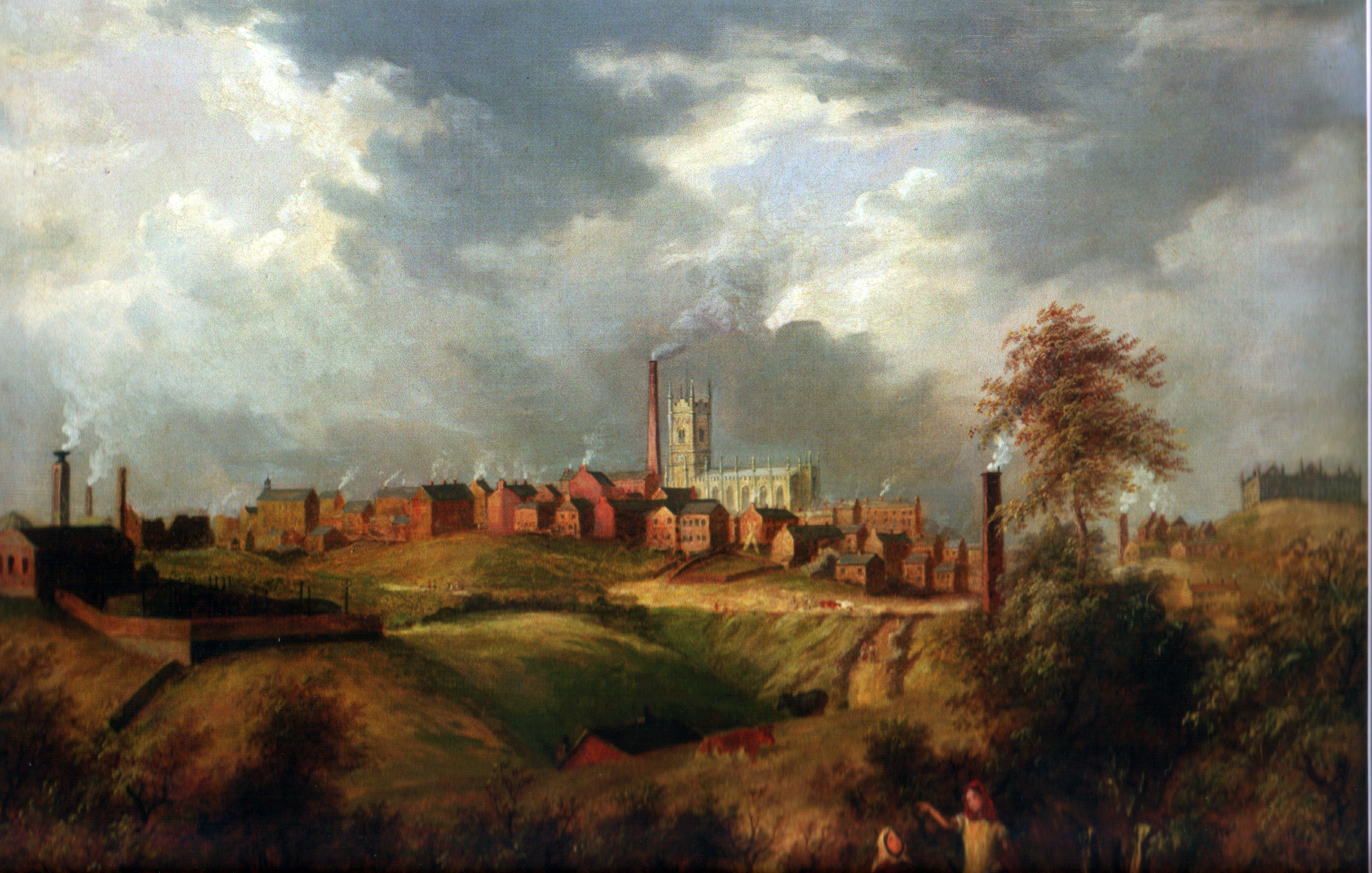
第一次工业革命時的奧爾德姆
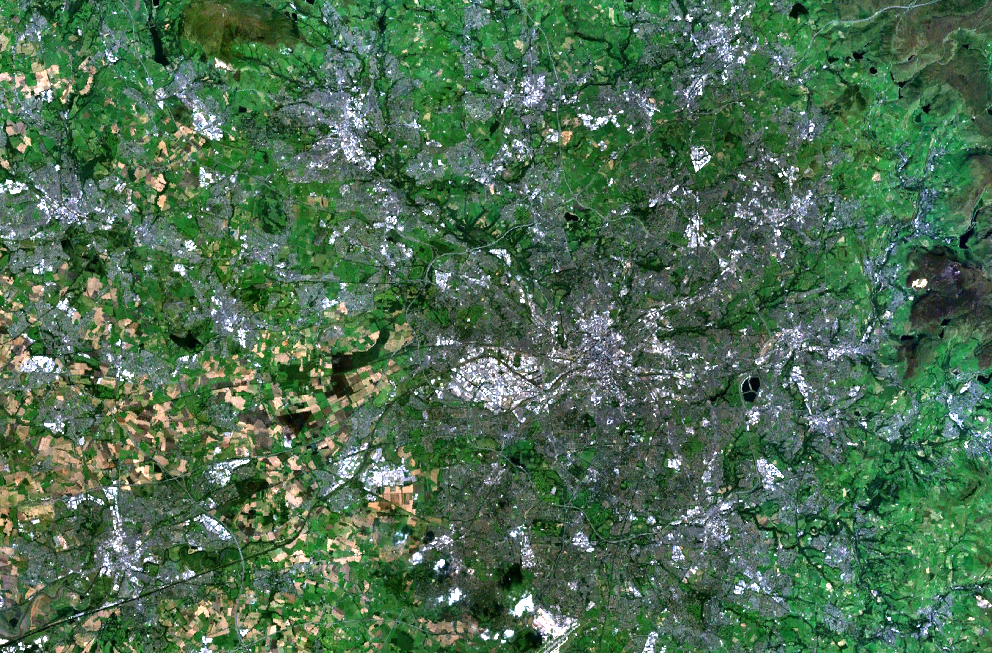
大曼徹斯特卫星影像
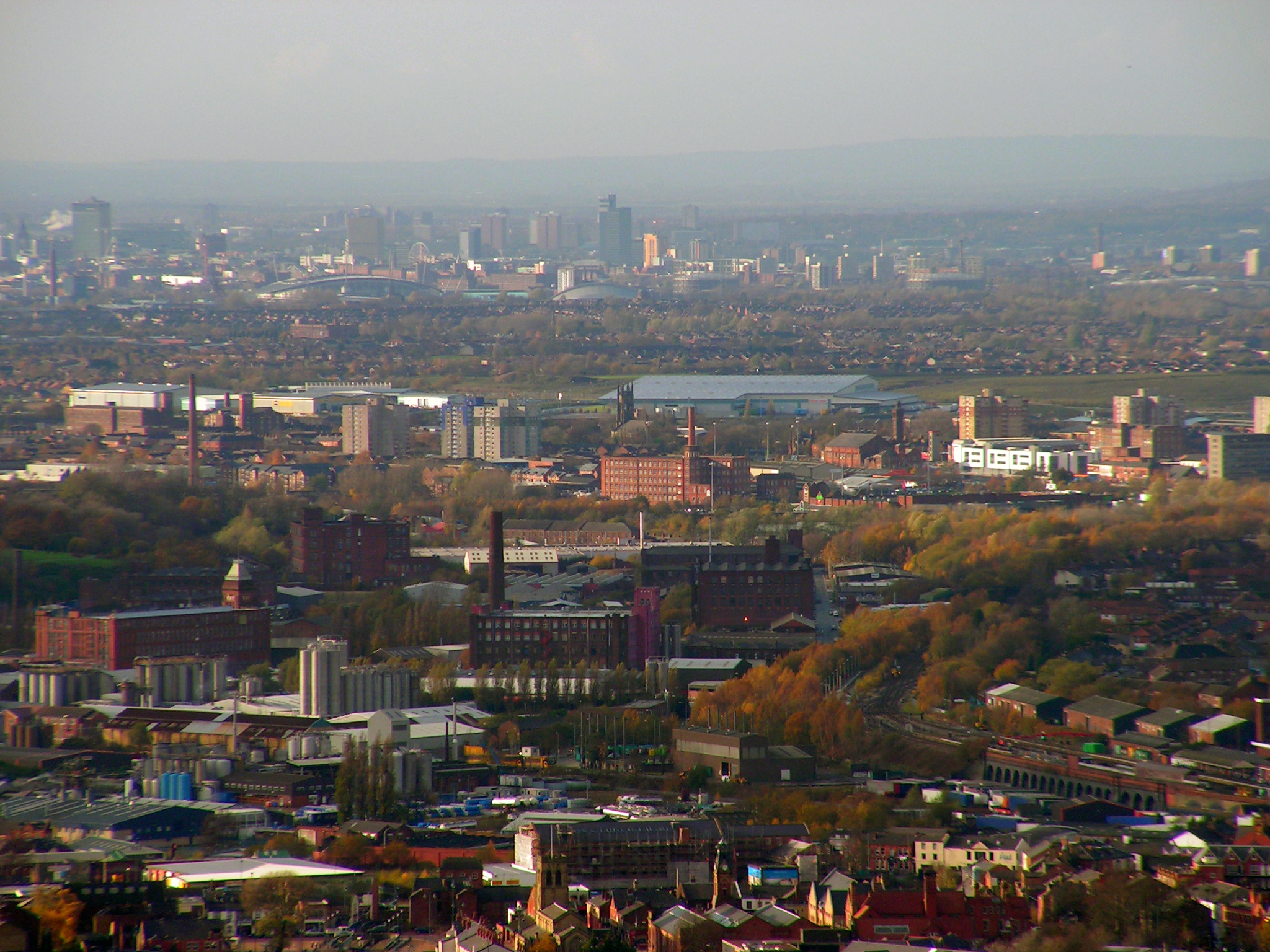
從泰姆賽德望向曼徹斯特
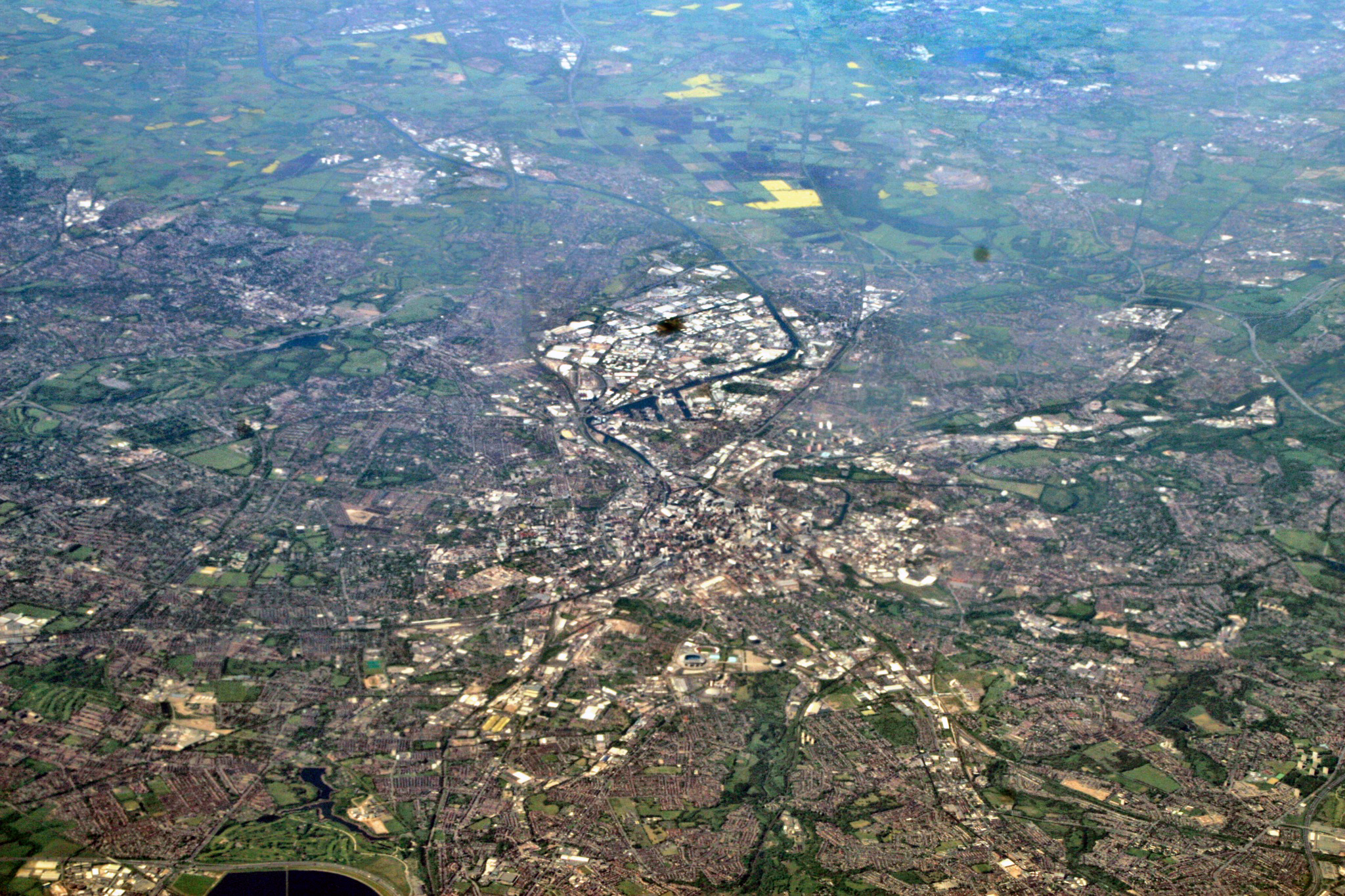
鳥瞰大曼徹斯特

交通：

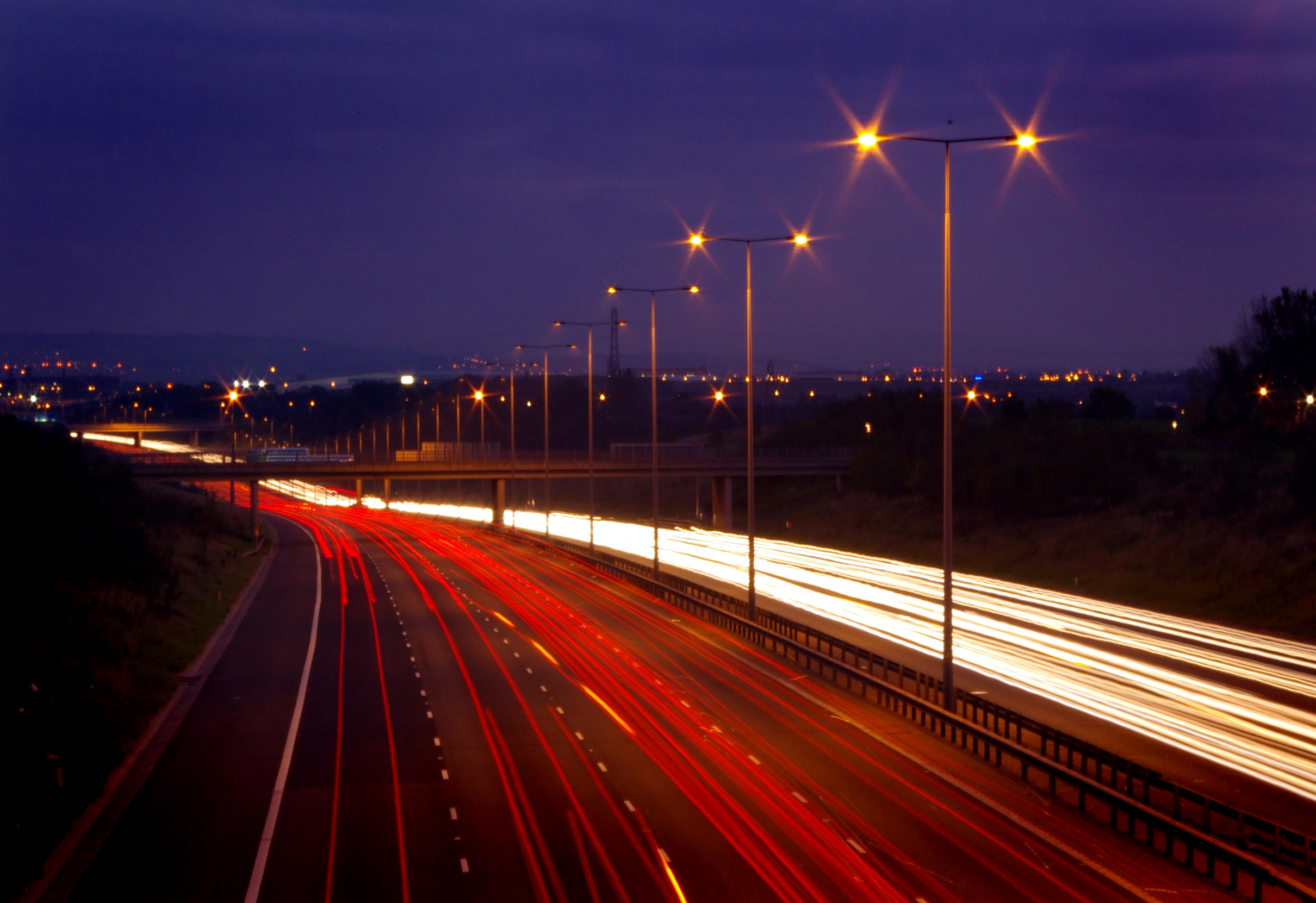
M60高速公路 (英國)
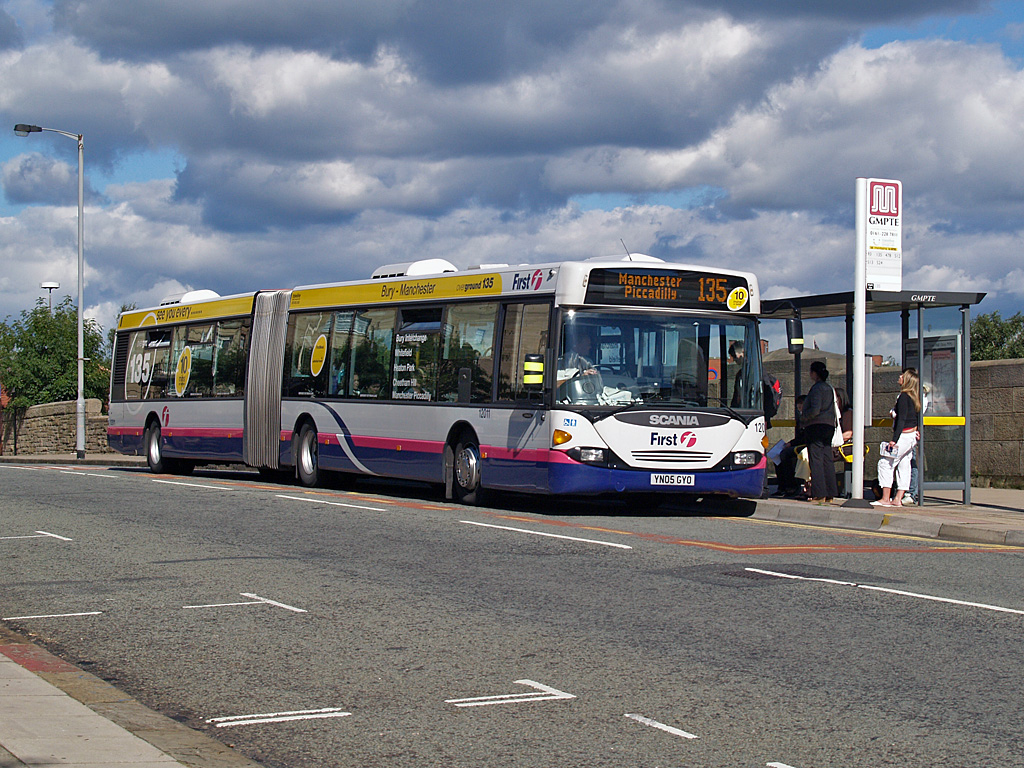
大曼徹斯特北部的巴士公司 First Greater Manchester
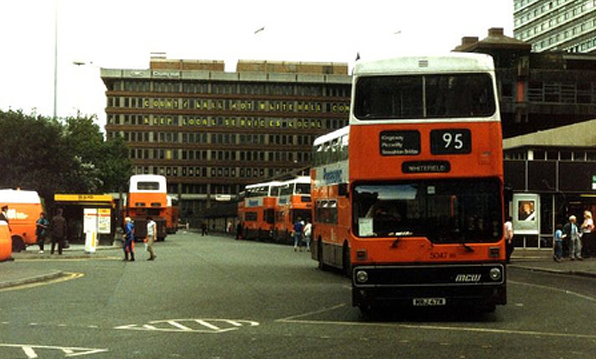
1985年曼徹斯特的交通
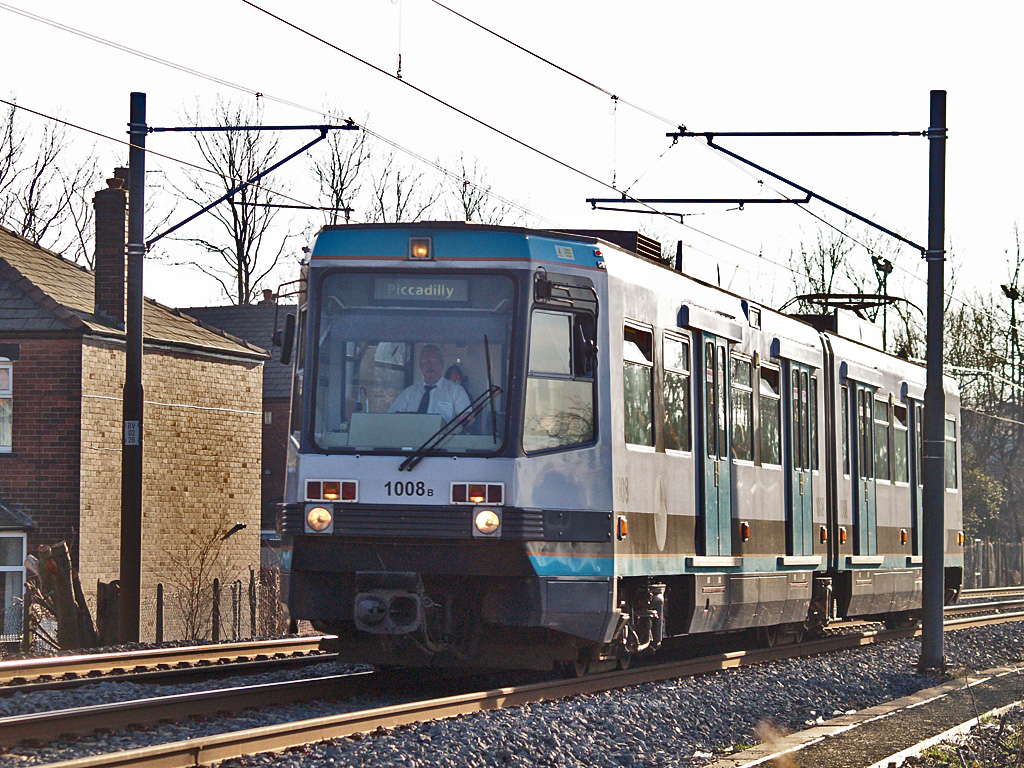
駛往曼徹斯特皮卡迪利站的輕鐵（攝於2008年）

建築：

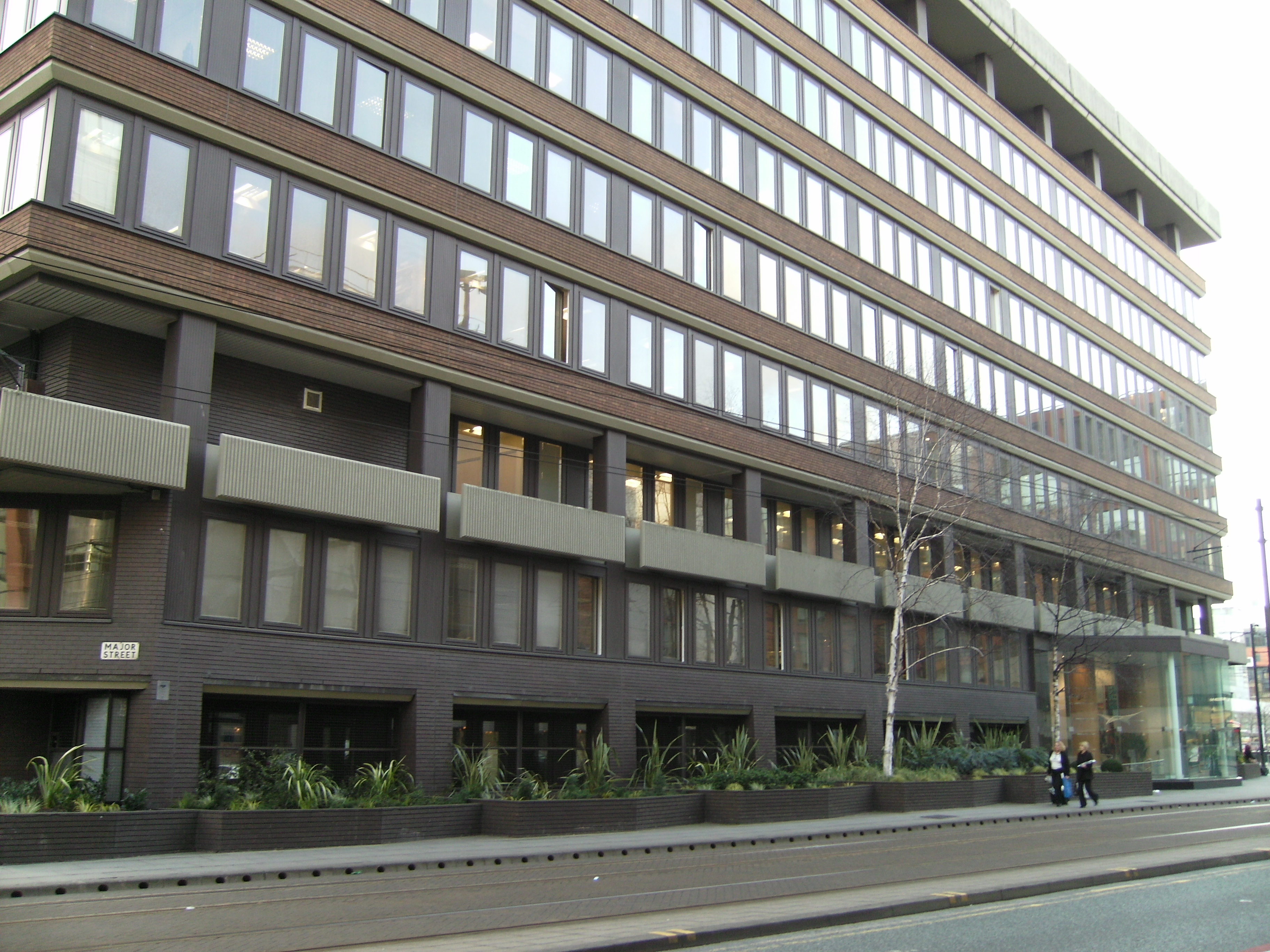
位於曼徹斯特的大曼徹斯特郡政府大樓曾是郡議會的所在地。郡議會自1986年在廢除後，改稱 West Minister House。
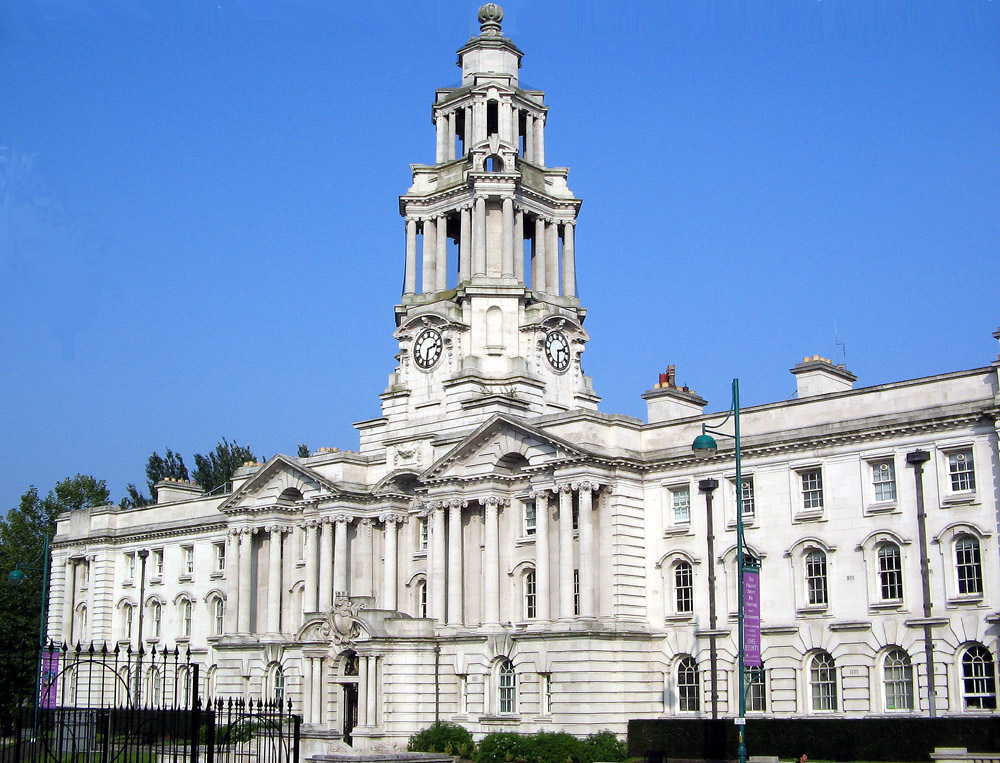
斯托克波特市政府大樓
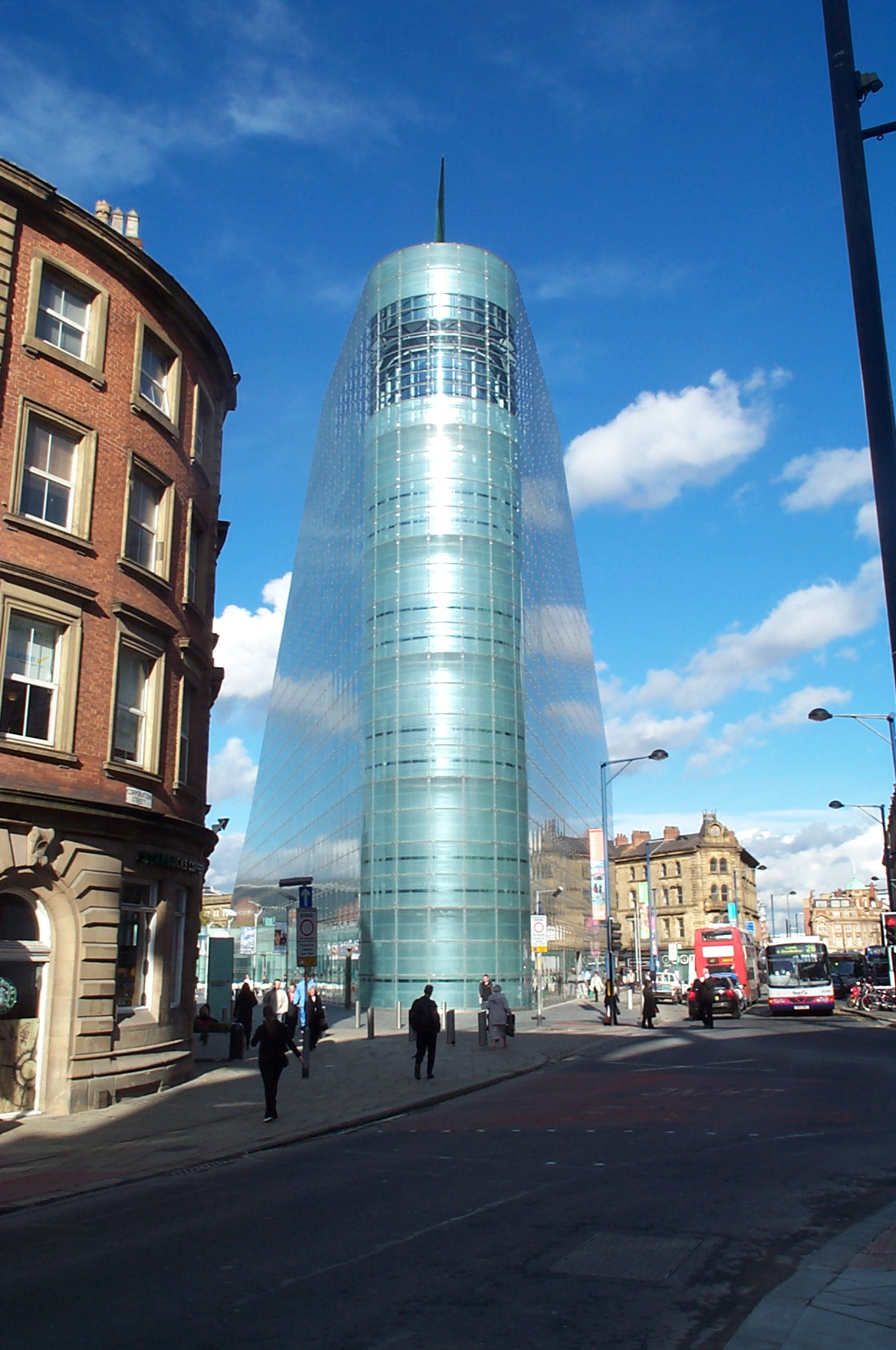
Urbis展覽中心
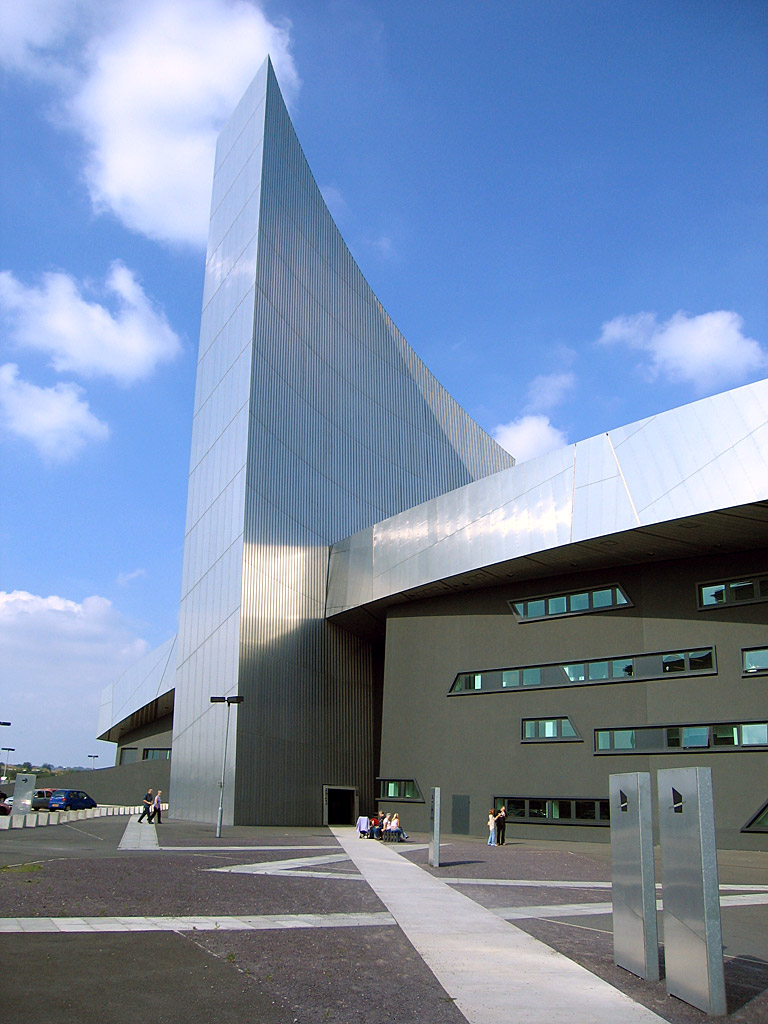
帝國戰爭博物館北館
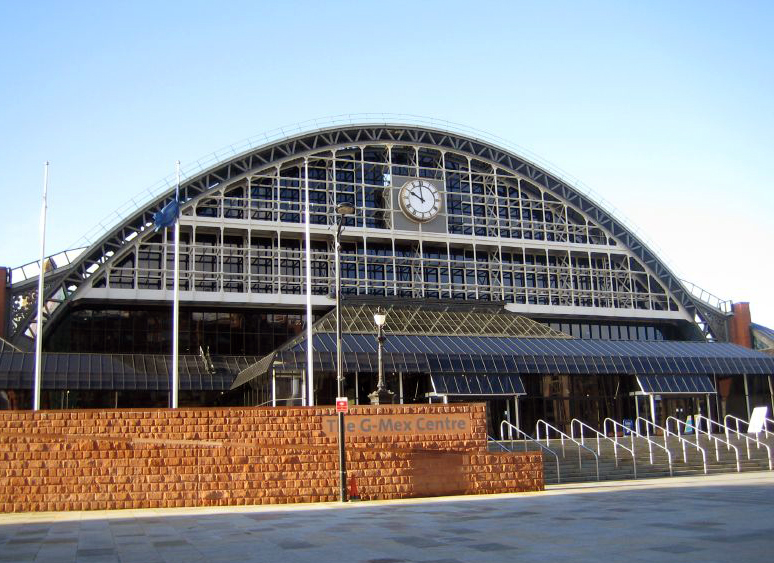
Manchester Central，展覽會議中心
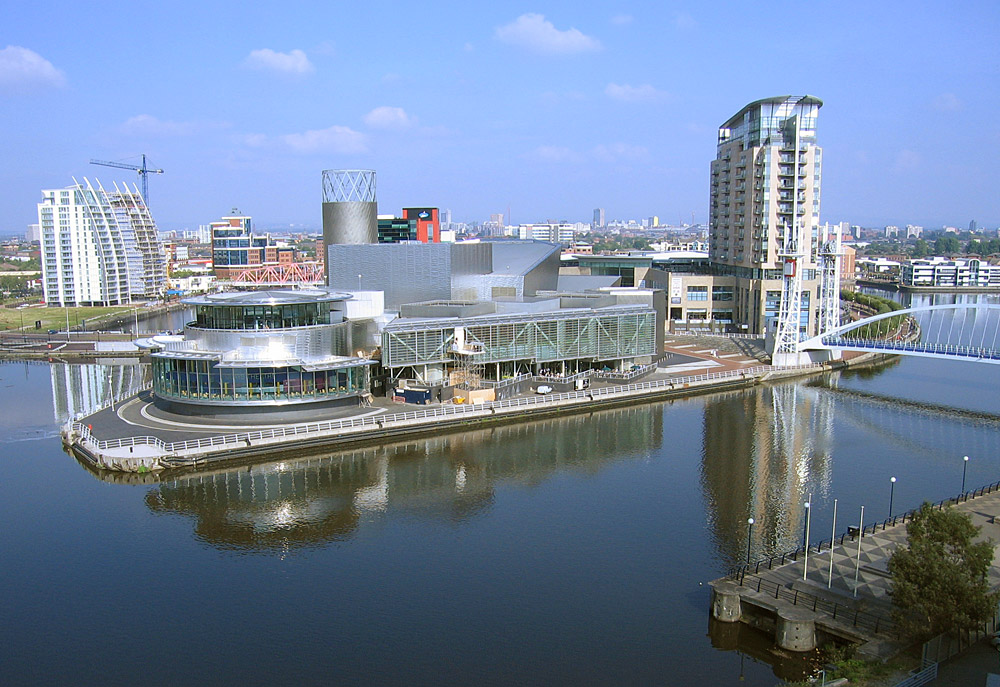
Salford Quays
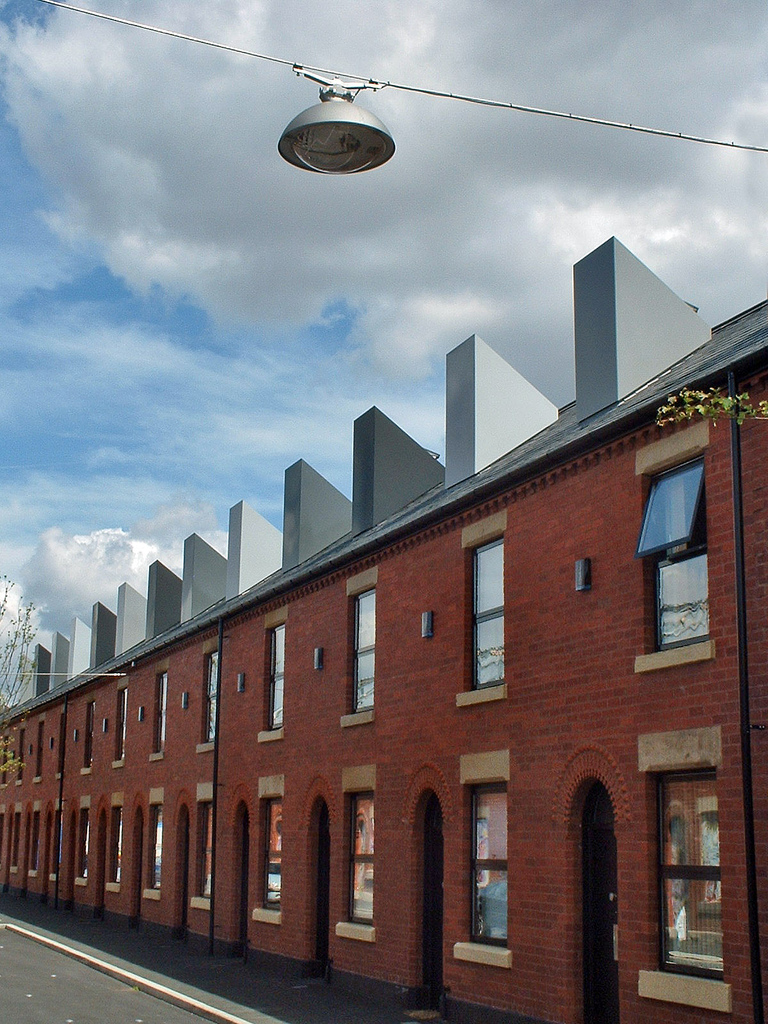
索爾福德由 Urban Splash 改造的排屋（Terraced house）
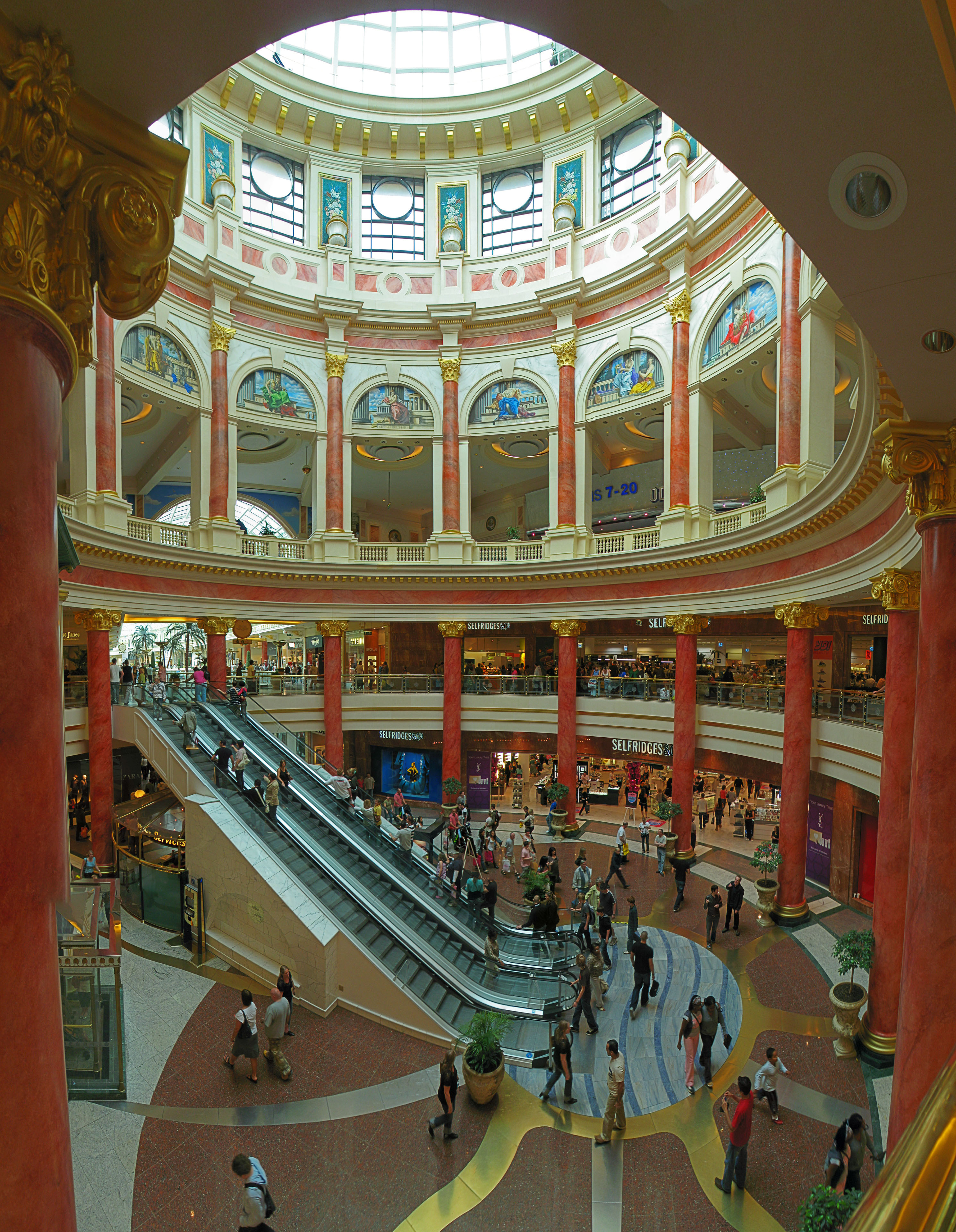
以面積計，特拉福德中心是英國第5大商場

體育：

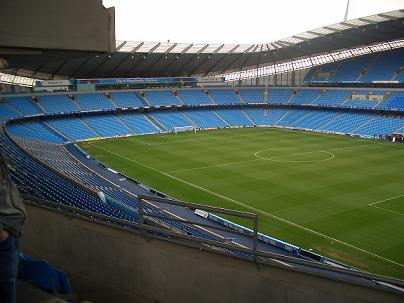
曼徹斯特市球場
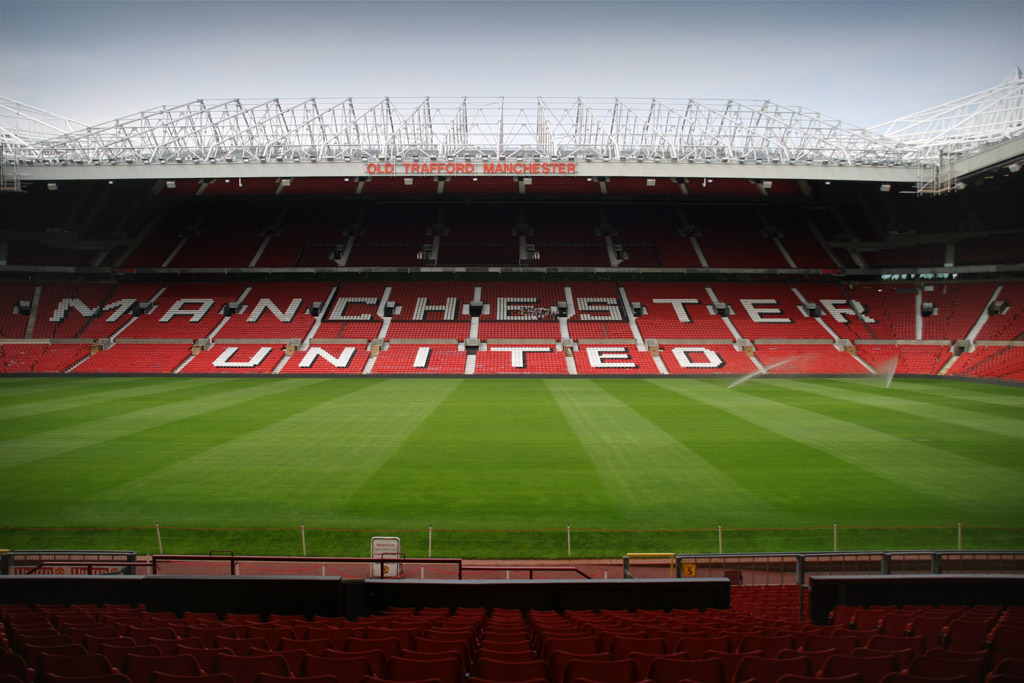
老特拉福德球場

城鎮：
- 奧爾德姆
- 第一次工业革命時的奧爾德姆
- 大曼徹斯特卫星影像
- 從泰姆賽德望向曼徹斯特
- 鳥瞰大曼徹斯特